# Phorodon persifoliae
Phorodon persifoliae är en insektsart. Phorodon persifoliae ingår i släktet Phorodon och familjen långrörsbladlöss. Inga underarter finns listade i Catalogue of Life.